# Кокудо 4
Дорога национального значения № 4 (яп. 天道4号, Kokudō Yongō) — дорога национального значения в Японии. Крупная национальная автомагистраль в восточной части острова Хонсю. Соединяет Токио и Аомори через Уцуномия, Крияме и Мориока. Она имеет самую высокую протяженность в Японии — 743,6 км (462,1 миль). Это вторая по длине автомагистраль в Японии, 854,9 км (531,2 миль) со всеми продлениями. Первая — Национальная трасса 58, которая составляет 884,4 км (549,5 миль) в длину с ее морскими участками.